# Böhlen (Türingia)
Böhlen település Németországban, azon belül Türingiában. Lakosainak száma 542 fő (2017. december 31.).

## Népesség
A település népességének változása:

| 2015 | 576 |
| 2017 | 542 |